# 29. Bulletin der Grande Armée

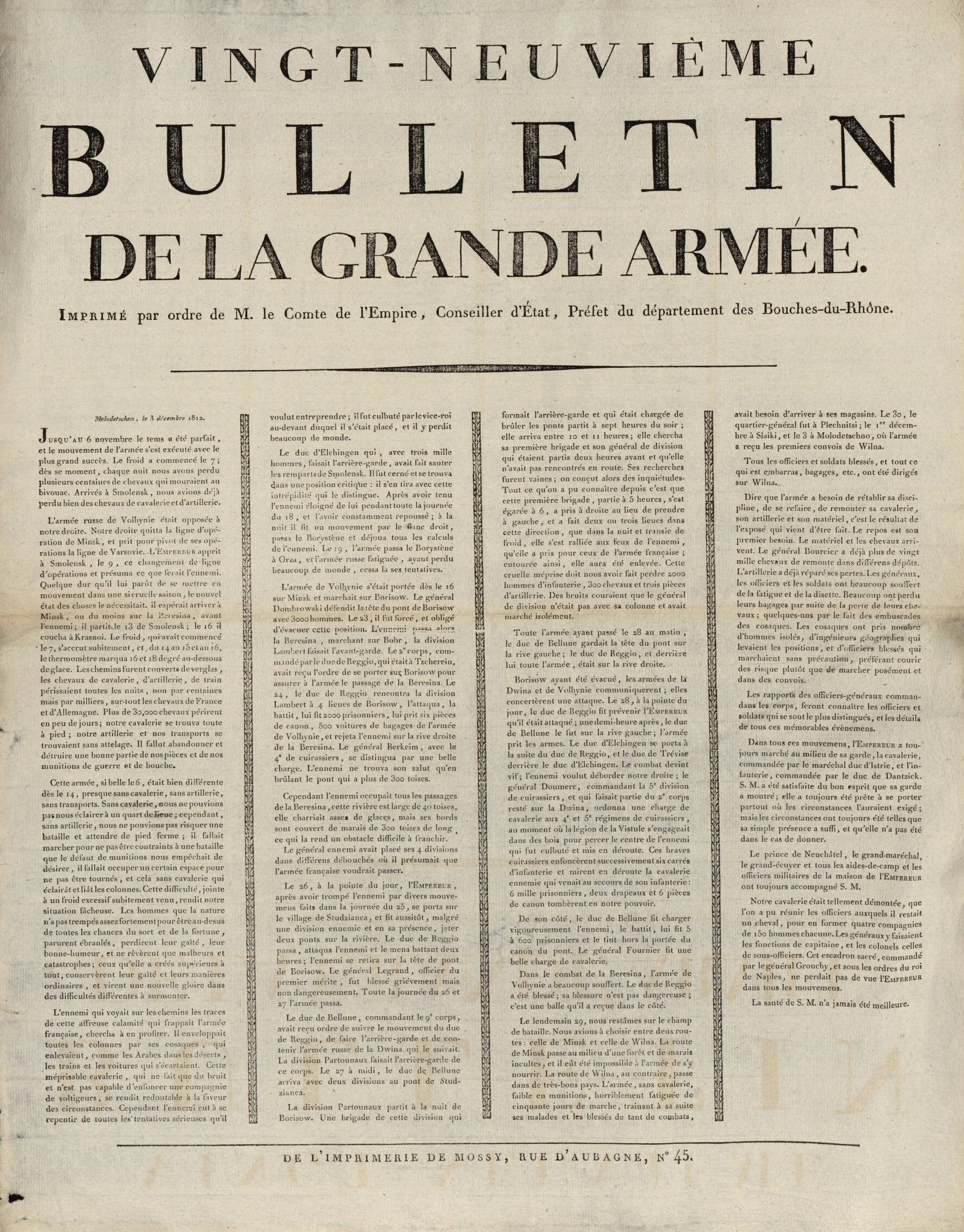
Das 29. Bulletin, veröffentlicht in Marseille, Dezember 1812

Das 29. Bulletin der Grande Armée (französisch Vingt-neuvième bulletin de la Grande Armée) war eine Bekanntgabe Napoléon Bonapartes, die am 17. Dezember 1812 als Teil eines Periodikums in der französischen Zeitung Le Moniteur Universel veröffentlicht wurde.

## Hintergrund
Auf dem Rückzug der Grande Armée aus Russland war es Ende November 1812 zur Schlacht an der Beresina gekommen, in der die Reste der französischen Streitmacht und ihrer Verbündeten nur knapp ihrer völligen Vernichtung entgehen konnten. Bei einem Zwischenhalt in der Stadt Maladsetschna (Molodetschno, heute Belarus) am 3. Dezember diktierte Napoléon das Bulletin, um das Scheitern seines Russlandfeldzugs und insbesondere die Niederlage an der Beresina zu rechtfertigen. Zwei Tage später verließ er die Reste seiner Armee und kehrte nach Paris zurück.

## Inhalt
Napoléon machte einen plötzlichen Kälteeinbruch für den negativen Ausgang des bis dahin erfolgreich verlaufenen Feldzugs verantwortlich. So beginnt das Bulletin mit den Worten „Jusqu’au 6 novembre, le temps a été parfait, …“ (deutsch: „Bis zum 6. November ist das Wetter bestens gewesen, …“). Der folgende Temperatursturz ließ die meisten Pferde erfrieren, so dass die Kavallerie nicht mehr einsatzfähig war. Zugleich fielen so die Zugtiere für die Artillerie und den Tross aus, sodass große Mengen an Material nicht mehr mitgeführt werden konnten und zerstört werden mussten. Die französische Armee habe so binnen weniger Tage jegliche Schlagkraft verloren. Auf die russische Armee, die sich als ein mehr als ebenbürtiger Gegner erwiesen hatte (und zudem die gleichen Witterungsbedingungen aushalten musste), und ihre zum Teil taktisch geschickt vorgegangene Führung wird nicht eingegangen. Eigene Fehlentscheidungen, die im Vorfeld und im Verlauf des Feldzugs zu dessen Scheitern beigetragen hatten, bleiben ebenfalls ungenannt. Hingegen nutzte Napoléon abschließend die Möglichkeit, Gerüchte um seinen Gesundheitszustand oder gar das vermeintliche Ableben zu zerstreuen. So endet die Bekanntgabe mit der berühmten Wendung „La santé de Sa Majesté n’a jamais été meilleure.“ (deutsch: „Die Gesundheit Seiner Majestät ist niemals besser gewesen.“).

## Rezeption
Durch die erstmalige Konfrontation der europäischen Öffentlichkeit mit dem ganzen Ausmaß der Katastrophe des Russlandfeldzugs wirkte das Bulletin wie ein Schock: Der siegesgewohnte Kaiser hatte eine empfindliche Niederlage hinnehmen müssen. Von seiner als unbezwingbar geltenden Grande Armée war nur ein kümmerlicher Rest zurückgekehrt; über eine halbe Million Soldaten waren entweder gefallen oder in Gefangenschaft geraten.
Gleichwohl schufen Napoléons Schilderungen die noch immer weit verbreitete Legende, dass die Grande Armée einzig durch den russischen Winter gescheitert sei.

## Bibliographie
- Eckart Kleßmann: Napoleons Rußlandfeldzüge in Augenzeugenberichten, München 1972. (enthält eine deutsche Übersetzung)
- David Markham: Imperial Glory: The Bulletins of Napoleon’s Grande Armée, 1805–1814, Greenhill Books, 2003.